# مدكم (الرضمة)

تعديل مصدري - تعديل

مدكم هي إحدى قرى عزلة عجيب بمديرية الرضمة التابعة لمحافظة إب، بلغ تعداد سكانها 599 نسمة حسب تعداد اليمن لعام 2004.